# 賜剣の儀
賜剣の儀（しけんのぎ）は、皇室の儀式のうちの一つ。

## 概要
皇族に新たに子供が生まれると、直系でも傍系でも天皇から健やかな成長を願って守り刀が送られる。そのため、皇族は全員守り刀を所持している。この刀は三種の神器の剣（草薙剣）とは異なるが、この刀の製作者は人間国宝や無鑑査刀匠などのエリートによって作られることがほとんどである。また、女子（内親王・女王）の場合には袴を添えるのが慣例となっている。